# Borneol
Borneol of kamfol is een gebrugde organische verbinding met als brutoformule C10H18O. De stof komt voor als kleurloze en naar kamfer ruikende kristallen, die onoplosbaar zijn in water.

## Structuur
Borneol is structureel gezien sterk verwant met bornaan en kamfer. Er bestaat een exo-isomeer van borneol: isoborneol. Hierbij is de hydroxylgroep exo geplaatst ten opzichte van de ringstructuur. Bij borneol staat de hydroxylgroep endo geplaatst. Borneol en isoborneol zijn geen spiegelbeeld van elkaar en dus ook geen enantiomeren.
Borneol behoort tot de klasse der bicyclische terpenen (meer bepaald de monoterpenen) en vormt daarom een component van een groot aantal essentiële oliën. Het is tevens een secundair alcohol.

## Synthese en reacties
Borneol kan eenvoudig met salpeterzuur of chroomzuur geoxideerd worden tot de ketonvorm kamfer. Omgekeerd kan kamfer gereduceerd worden tot borneol door middel van een Meerwein-Ponndorf-Verley-reductie. Isoborneol kan worden gevormd door de irreversibele reductie van kamfer met natriumboorhydride:

## Natuurlijk voorkomen
Borneol komt in de natuur voor als het optisch actieve d-(+)-borneol. Het kan worden aangetroffen bij verschillende soorten uit het geslacht Artemisia, uit de familie Dipterocarpaceae en bij de soorten Blumea balsamifera en Kaempferia galanga. Verder komt het in mindere mate voor in etherische oliën van koriander, boerenwormkruid, nootmuskaat, salie en rozemarijn.

## Toxicologie en veiligheid
Borneol is een relatief stabiele verbinding, maar kan schadelijk en irriterend zijn voor ogen, huid en luchtwegen. De verbinding is niet direct toxisch, maar in grote hoeveelheden kan het wel schadelijk zijn. Borneol is licht ontvlambaar en moet daarom ver verwijderd blijven van iedere vorm van vuur of vonken.